# Álvaro Navarro Serra
Álvaro Navarro Serra (Faura, 17 de desembre de 1973), més conegut simplement com a Álvaro en el món de la pilota valenciana, és un ex-pilotaire, figura a batre en qualsevol de les pistes de qualsevol de les modalitats en què jugava gràcies per ser un esquerrà poderós i la seua professionalitat. Va arribar a ser membre de la Selecció Valenciana de Pilota. Va jugar en la nòmina de l'empresa ValNet.

## Història
Comença a jugar als tretze anys a l'equip de Quart de les Valls en la modalitat de galotxa. L'any 1988 es matricula en l'Escola Comarcal de Pilota de Sagunt i queda campió dels Campionats Autonòmics d'Escoles de Pilota en la modalitat d'Escala i corda en la categoria de cadets. Un any més tard forma part de l'equip campió del Campionat de Galotxa - Trofeu El Corte Inglés en la modalitat juvenil. Debuta com a professional al trinquet de Borriana el 1992.
Ha sigut campió del Circuit Bancaixa quatre voltes, i altres quatre subcampió.
Pel que fa al Campionat Individual, n'és el dominador absolut, amb onze edicions guanyades i dues voltes finalista. L'any 1995 va arribar a la final en una partida històrica que acabà guanyant Genovés per 60 a 55. L'any 1998 es va proclamar Campió Individual per primera vegada i d'aleshores ençà té plaça fixa a la final. Després de guanyar per desena volta l'Individual, el 2009, Álvaro va anunciar que es retiraria d'aquesta competició. Dos edicions després, la del 2011 hi tornà a participar arribant a la final i guanyant-la davant Soro III de manera ajustada (60-55).
A l'estiu de 2001 es va convertir en el revulsiu de la Selecció Valenciana en l'Europeu jugat als Països Baixos on es va proclamar campió de frontó i joc internacional.
El novembre de 2008, tres dies després de guanyar l'Individual, va marxar al Mundial de l'Equador amb la Selecció. I dos dies després d'arribar-ne, començava la seua participació en el Circuit Bancaixa 08/09.
Álvaro és un jugador polifacètic que s'ha consagrat en modalitats tan diverses com les internacionals o el frontó. Ha viatjat en diverses ocasions al País Basc per enfrontar-se a pilotaris de renom com Agirre. A més, ha disputat quasi totes les edicions de l'Open Ciutat de València de Frontó.
El 9 d'octubre de 2005 rebé de mans del President de la Generalitat, Francesc Camps, la Medalla d'or de la Distinció de la Generalitat Valenciana al Mèrit Esportiu, màxima distinció que atorga el Govern valencià en la pràctica, promoció o recerca de l'esport.
L'expectació d'un desafiament mà a mà entre el campió vigent, Soro III, i l'onze voltes guanyador de l'individual, Álvaro, era tan gran que ValNet es va veure obligada a desmentir els rumors d'una partida que finalment se celebrà Llíria i en la qual Quico, de roig, guanyà 60 per 45. Álvaro no perdia un mà a mà des del 2004.
A final de 2014 va anunciar la seua retirada, i va elegir com escenari per a la seua última partida el Trinquet de Pelayo, on s'enfrontà el 27 de desembre a qui havia estat el seu major rival esportiu: José Cabanes Corcera, Genovés II.

## Palmarès
Escala i corda

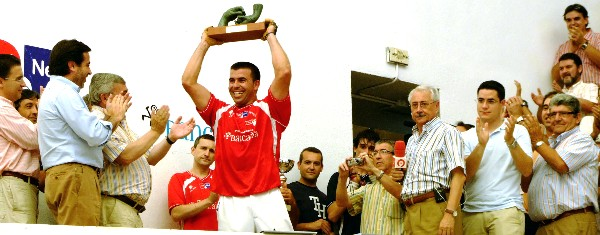
Álvaro en guanyar l'Individual del 2007

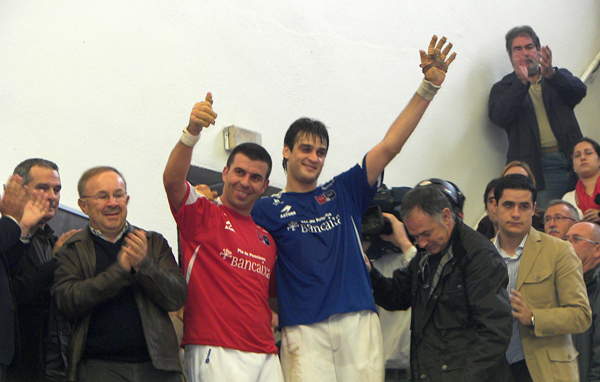
Álvaro saluda al seu rival, Genovés II, en guanyar-lo a la final de l'Individual del 2008

- Campió del Circuit Bancaixa: 1997, 2001, 2002 i 2012
  - Subcampió del Circuit Bancaixa: 1996, 2000, 2003 i 2006
- 11 vegades campió Individual: 1998, 2001, 2002, 2003, 2004, 2005, 2006, 2007, 2008, 2009 i 2011
  - Subcampió Individual: 1995, 2000 i 2013
- Campió de la Copa Diputació: 2008
  - Subcampió de la Copa Diputació 2011
- Campió del Trofeu President de la Diputació de Castelló: 2010
  - Subcampió del Trofeu President de la Diputació de Castelló: 2012
- Subcampió de la Super Copa: 2009
- Subcampió Màsters Ciutat de València: 2009, 2011 i 2012
- Campió del Trofeu Caixa rural de Vila-real: 2009
- Campió del Trofeu Ciutat de Dénia: 2010
- Campió del Trofeu Festes fundacionals de Massamagrell: 2009
- Subcampió del Trofeu Hnos. Viel de Sueca: 2008 i 2011
- Campió del Trofeu Vidal: 2011 i 2012
  - Subcampió del Trofeu Vidal: 2006 i 2007.
- Campió del Trofeu Nadal de Benidorm: 2010
  - Subcampió del Trofeu Nadal de Benidorm: 2011
- Campió Trofeu Milar: 2011
- Campió del Trofeu Ciutat de Llíria: 2011
- Campió del Trofeu Mancomunitat de la Ribera Alta: 2011
- Subcampió del Trofeu Universitat de València: 2012

Frontó
- Campió de l'Obert d'Albal: 2008 i 2009
- Campió Obert Terra i Mar: 2002 i 2003
- Campió Open Ciutat de València: 2003
- Campió del Trofeu Platges de Moncofa: 2007 i 2008
- Campió del Trofeu President de la Diputació de València: 2006, 2007, 2008 i 2011
  - Subcampió del Trofeu President de la Diputació de València: 2009 i 2012

Galotxa
- Campió del Trofeu el Corte Inglés: 1992
- Campió del Trofeu Moscatell: 2006, 2007 i 2008
  - Subcampió del Trofeu Moscatell: 2009

Campionats Internacionals de Pilota
- Campió d'Europa de Frontó i Joc internacional, Països Baixos 2001
  - Subcampió de Llargues, Països Baixos 2001
- Campió del Món de Llargues, Joc internacional i Frontó, Argentina 2002
- Campió del Món de Llargues: Imperia (Italia), 2004
  - Subcampió del Món de Frontó i Joc internacional, Itàlia 2004
- Subcampió del Món de Llargues: Equador, 2008
- Campió del Món de Pilota: País Valencià, 2010